# Anténor Firmin
Joseph-Anténor Firmin (Cabo Haitiano, 18 de octubre de 1850 - Santo Tomás, Islas Vírgenes; 19 de septiembre de 1911), conocido simplemente como Anténor Firmin, fue un antropólogo, periodista, economista, escritor y político haitiano. Firmin es conocido principalmente por su libro De l'Égalité des Races Humaines ('Sobre la igualdad de las Razas Humanas'), que fue publicado como una refutación al famoso libro Essai sur l'inegalite des Races Humaines ('Ensayo sobre la desigualdad de las Razas Humanas') del filósofo francés Joseph Arthur de Gobineau, considerada como la obra inicial del pensamiento racista.
En su libro Gobineau sostiene la superioridad de una supuesta "raza aria" y la inferioridad de una supuesta "raza negra" y de las personas que tienen la piel más oscura que otras, pensamiento que era compartido en general por la cultura europea de la época. Firmin, en un trabajo precursor, sostiene lo contrario y afirma que "todos los hombres tienen las mismas cualidades y faltas, sin distinción de color o formas anatómicas. Las razas son iguales" (pp. 450).
Nacido en Cabo Haitiano, Firmin trabajó en la enseñanza, la política y la diplomacia. Fundó Le Messager du Nord, una publicación sobre política y literatura.
Firmin fue partidario de la Confederación Antillana llegando a tener intercambios, sobre dicho tema, con el líder cubano José Martí. Y fue uno de los  propulsores del Primer Congreso Panafricano celebrado en Londres del 23 al 25 de julio de 1900.

## Obras  escogidas
- De l'Égalité des Races Humaines (De la igualdad de las Razas Humanas), 1885
- Haïti et la France, 1891
- Une Défense, 1892
- Diplomate et Diplomatie, 1898
- M. Roosevelt, Président des Etats-Unis et la République d'Haïti, 1905
- Lettres de Saint-Thomas, 1910